# 슈퍼마린 스피트파이어
슈퍼마린 스피트파이어(영어: Supermarine Spitfire)는 제2차 세계 대전과 그 이전 및 이후에 영국 공군과 다른 연합국이 사용했던 영국의 단좌 전투기이다. Mk 1부터 롤스로이스 그리폰을 엔진으로 쓴 Mk 24까지 여러 가지 날개 구성과 포를 사용한 많은 종류의 스피트파이어 변형이 제작되었다. 스피트파이어는 제2차 세계 대전 내내 영국이 생산했던 유일한 전투기였다. 스피트파이어는 많은 사람들이 열광한 기체였고, 70대가 여전히 운용 가능하며 더 많은 것들은 전 세계의 항공 박물관에서 정적인 전시품들로 활용되고 있다.
1928년부터 비커스 암스트롱의 자회사로 운영되었던 슈퍼마린의 설계 총책임자였던 R. J. 미첼이 단거리 고성능 요격기로 스피트파이어를 설계했다. 미첼은 가능한 한 가장 얇은 단면을 제작하기 위해 버벌리 션스톤이 개발한 혁신적인 리벳에 스피트파이어만의 독창적인 타원형 날개를 개발하였고, 호커 허리케인을 비롯한 동시대의 전투기보다 잠재적인 최고 속도에 더 쉽게 도달할 수 있었다. 1937년 사망할 때까지 미첼은 지속적으로 스피트파이어의 도안을 개선했는데 미첼의 사망 후 그의 동료였던 조셉 스미스가 총책임자 자리를 맡아 스피트파이어의 양산과 발전을 주도했다.
1940년 영국 본토 항공전 당시 대중은 스피트파이어를 영국 공군의 주력 전투기로 생각했지만, 실제로는 호커 허리케인이 독일 루프트바페를 더 많이 상대하고 있었다. 스피트파이어는 호커 허리케인보다 성능이 더 뛰어났고, 점차 호각을 이루는 메서슈미트 Bf 109E 계열의 독일 전투기들과 교전하였다. 영국 본토 항공전 이후, 스피트파이어는 호커 허리케인을 대체해 영국 공군 전투기사령부의 주력기가 되었고, 유럽, 지중해, 태평양, 그리고 동남아시아 등에서 활약했다. 조종사들의 사랑을 받았던 스피트파이어는 요격기, 전폭기, 훈련기, 사진 정찰 등으로 활용되었고 이는 1950년대까지 이어졌다. 스피트파이어의 항공모함 버전인 슈퍼마린 시파이어는 함대항공대가 1942년부터 1950년대까지 사용했다. 이후 영국 공군의 주력 전투기는 글로스터 미티어와 드 하빌랜드 뱀파이어와 같은 제트전투기로 대체되었다.
스피트파이어 기체는 원래 1,030마력의 롤스로이스 멀린스 엔진을 사용할 예정이었다. 스피트파이어는 점점 더 강력해지는 멀린스 엔진을 사용할 만큼 적응력이 있었고, 이후에는 2,340마력을 내는 롤스로이스 그리폰을 엔진으로 사용했다. 이 덕분에 스피트파이어의 성능과 역량은 전쟁 내내 발전하게 되었다.

## 같이 보기
- 슈퍼머린 시파이어
- 호커 허리케인
- 메서슈미트 Bf-109